# 아프리카 (2002년 영화)
"아프리카"는 2002년에 개봉한 대한민국의 영화이다. 하성란의 소설 '여름방학'이 원작이다. 영화의 제목 아프리카는 'Adoring Four Revolutionary Idols Korean Association'의 약자이며 신승수 감독이 해당 영화를 통해 3년 만에 영화 연출을 재개했으나 흥행요소인 "웃음코드"로 인해 강자인 남성과 약자인 여성을 대비시키는데 실패했다는 혹평 탓인지 흥행 실패했고 신승수 감독은 해당 영화의 실패 후 영화 연출 활동을 접었다. 

## 캐스팅
- 이요원 : 지원 역
- 김민선 : 소현 역
- 이영진 : 진아 역
- 조은지 : 영미 역
- 이제락 : 날치 역
- 성지루 : 김 반장 역
- 주여종 : 오봉 역
- 최낙희 : 용우 역
- 정성일 : 아나운서 남 역
- 최윤영 : 아나운서 여 역
- 한동욱 : 지원교수 역
- 조경호 : 소현교수 역
- 박동일 : 구두숍 남 역
- 김경섭 : 영배 역
- 이원섭 : 지석 역
- 이은경 : 레코드샵 소녀  역
- 오지훈 : 배달부 역
- 박정우 : 상민 / 구조 1 역
- 공재원 : 의범 / 구조 2 역
- 김영민 : 본부장 역
- 박홍근 : 다방남 1 역
- 정일도 : 다방남 2 역
- 신종순 : 다방주인 역
- 현숙희 : 제과점 주인 역
- 김상규 : 제과점 노인 역
- 김강일 : 달수 역
- 양승병 : 택시기사 역
- 손규식 : 트럭기사 역
- 김훈호 : 기자 역
- 홍혜령 : 의상실주인 역
- 이창 : 운전기사 역
- 김대풍 : 도박남 역
- 한주현 : 도박사 역
- 권오준 : 경찰간부 역
- 장은석 : 매니저 역
- 오정택 : 경찰 1 역
- 임기철 : 경찰 2 역
- 임만삼 : 경찰 3 역
- 심학수 : 경찰 4 역
- 박영규 : 주유소 사장 역 (특별출연)
- 김세준 : 송우빈 역 (특별출연)
- 박일준 : 리키 박 역 (특별출연)
- 김동수 : 편의점 주인 역 (특별출연)